# Guillaume de Machaut

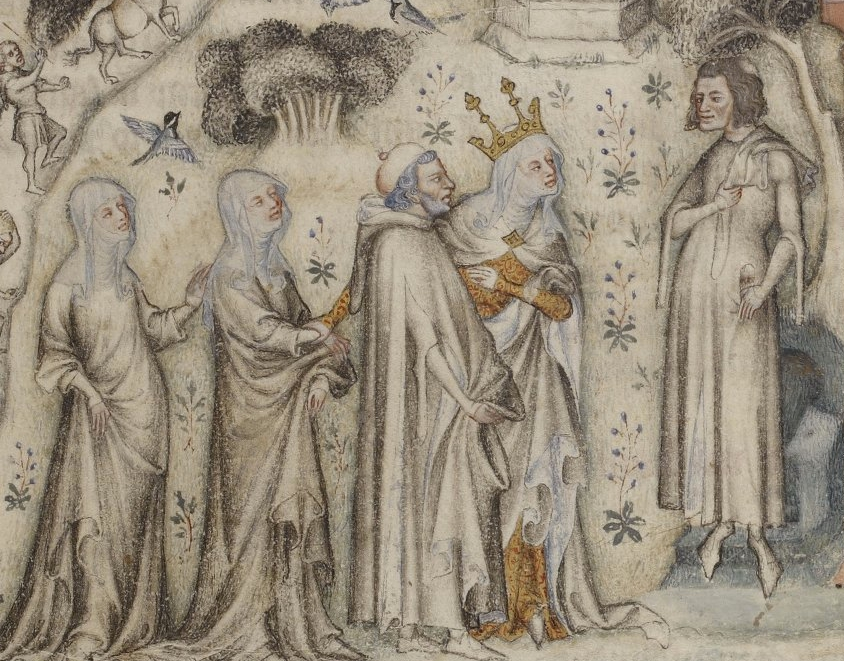
Machaut otrzymuje od Natury jej troje dzieci – Roztropność, Retorykę i Muzykę. Francuska miniatura z XIV wieku.

Guillaume de Machaut, także Machault (ur. ok. 1300 w  Reims lub Machault w Szampanii , zm. 1377 w Reims) – francuski kompozytor i poeta. Główny reprezentant średniowiecznego stylu muzycznego Ars nova.

## Życiorys
Jego przodkowie pochodzili z Machault, małej miejscowości w Szampanii, 39 km od Reims. Kształcił się prawdopodobnie w Reims. Po święceniach kapłańskich (1323) rozpoczął służbę na dworze króla czeskiego Jana Luksemburskiego. Był sekretarzem władcy, z którym przemierzał w podróżach i wyprawach wojennych Europę (prawdopodobnie dotarł nawet na Śląsk).
W 1337 został z woli papieża Benedykta XII kanonikiem katedry Notre-Dame w Reims, świątyni, w której koronowali się królowie Francji. Po śmierci Jana Luksemburskiego w 1346 przeniósł się na dwór księcia Jana de Berry, a od roku 1349 do 1357 działał na dworze króla francuskiego Karola V. Ostatnim protektorem Guillaume’a de Machaut był Piotr I Cypryjski.
Przeżył epidemię dżumy (Czarna śmierć), która zdziesiątkowała Europę. W jednym ze swych utworów pisał o 20 tysiącach ofiar zarazy w samym Reims.
Ostatnie lata życia spędził w Reims, najprawdopodobniej tam też zmarł.

## Twórczość
Guillaume de Machaut jest uważany za najwybitniejszego kompozytora XIV-wiecznej Francji i najbardziej wszechstronnego przedstawiciela Ars nova, a także za jednego z najważniejszych poetów późnego średniowiecza. Poezję i muzykę traktował jako dziedziny silnie z sobą związane.
Muzyczno-poetycki dorobek G. de Machaut zachował się prawdopodobnie w całości i we francuskiej twórczości XIV w. stanowi największy zespół dzieł stworzonych przez jednego autora.
Twórczość de Machaut obejmuje niemal wszystkie podstawowe gatunki i formy uprawiane w ówczesnej Francji. Zaznacza się w niej wyraźna kontynuacja tradycji muzycznej średniowiecza z równoczesnym dążeniem do rozwoju polifonii "nowej sztuki muzycznej".
Komponował głównie muzykę wywodzącą swoje tradycje z działalności trubadurów i truwerów, a także muzykę kościelną. Przykładem tej ostatniej jest Msza Notre Dame, pierwsze polifoniczne opracowanie przez jednego kompozytora pełnego cyklu ordinarium missae.
W kronice Prise d'Alexandrie opisującej życie króla Cypru Piotra I Cypryjskiego znajduje się także opis wizyty władcy w Krakowie na dworze Kazimierza III Wielkiego oraz opis słynnej uczty u Wierzynka. Sam Machaut prawdopodobnie nie brał jednak udziału w tych wydarzeniach.

## Wykaz dzieł
- 16 lais jednogłosowych
- 3 lais dwugłosowe
- 23 motety izorytmiczne
- 42 ballady
- 22 rondeaux
- 33 virelais (chanson balladees)
- trzygłosowe David hoquetus
- czterogłosowa Msza Notre Dame